# Xã Cedar, Quận Knox, Illinois
Xã Cedar (tiếng Anh: Cedar Township) là một xã thuộc quận Knox, tiểu bang Illinois, Hoa Kỳ. Năm 2010, dân số của xã này là 3.270 người.